# Hirnyk
Hirnyk (ukrainsk: Гірник, russisk: Горняк) er en by i Selydove kommune, Donetsk oblast (provins) i Ukraine. Byen har en befolkning på omkring 10.581 (2021). Den ligger ved floden Vovcha på en vestlig skråning af Donets højderyggen. Hirnyk ligger 40 km vest for Donetsk.
Byen blev etableret i 1958 i stedet for en minearbejderboplads Sotsmistechko', der havde eksisteret siden 1938, da der omkring Kurakhivka blev bygget flere miner. Kort efter opførelsen af Kurakhivka mine nr. 40 , havder  byggestiftelsen i slutningen af 1938 bygget de første 60 etageboliger. Den 15. januar 1939 talte bosættelsen 860 mennesker. I sommeren 1941 var der omkring 5.000 mennesker. I 1939 blev der bygget en folkeskole, en ambulatorium, en fritidsklub og to butikker.